# 町田久成
町田 久成（まちだ ひさなり / ひさすみ、1838年1月27日（天保9年1月2日） - 1897年（明治30年）9月15日）は、明治時代の日本の官僚、僧侶。旧薩摩藩士（島津氏庶流）。通称・民部、号は石谷。
慶応元年（1865年）、他の18名と共にイギリスへ留学。東京国立博物館の初代館長となる。後に出家して三井寺光浄院の住職となり、僧正となる。実弟に小松清緝（改名前は町田申四郎実種）。小松清廉の妻の千賀は叔母にあたる。

## 略歴

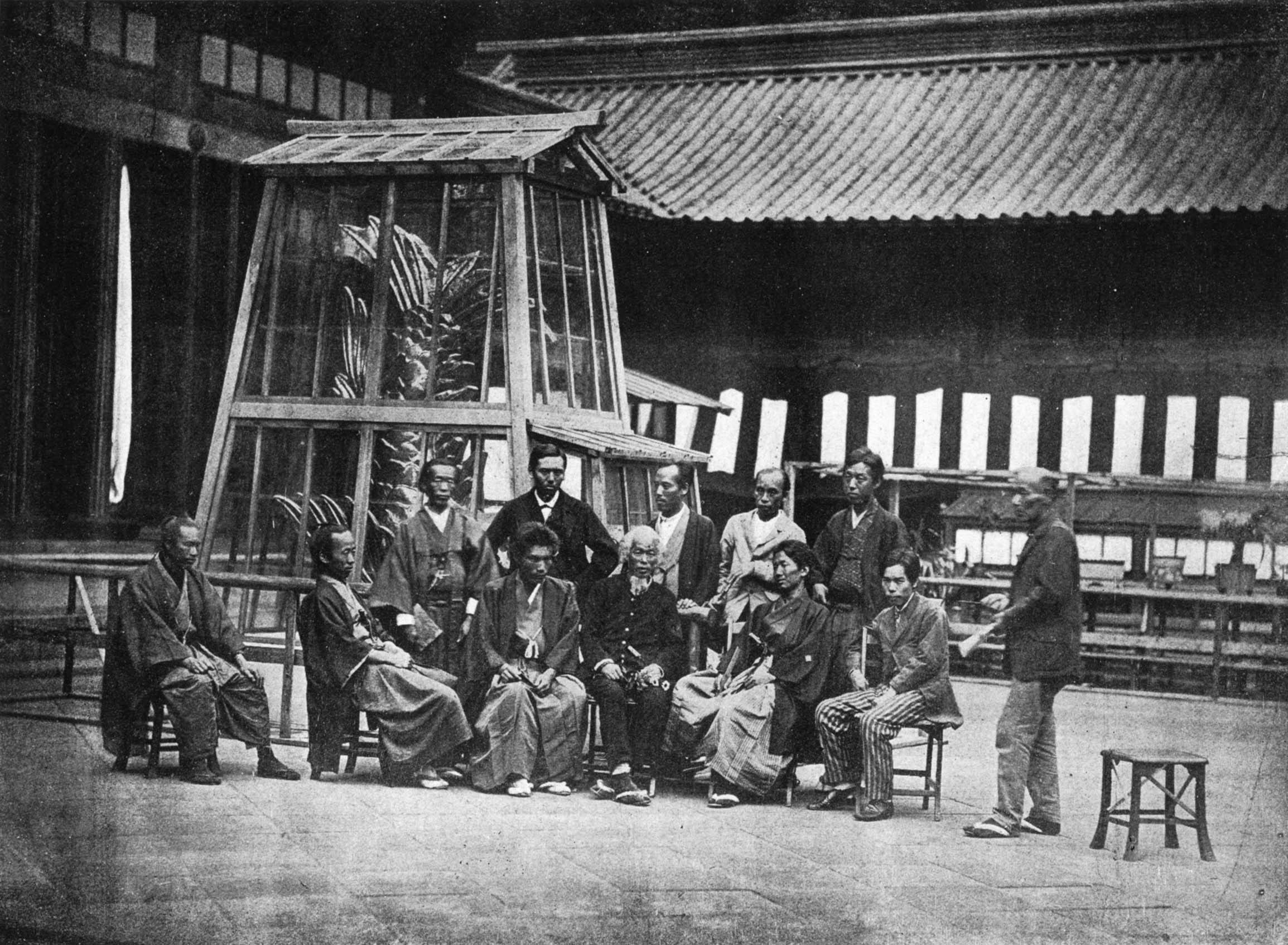
湯島聖堂博覧会のスタッフ。前列左から3人目が町田

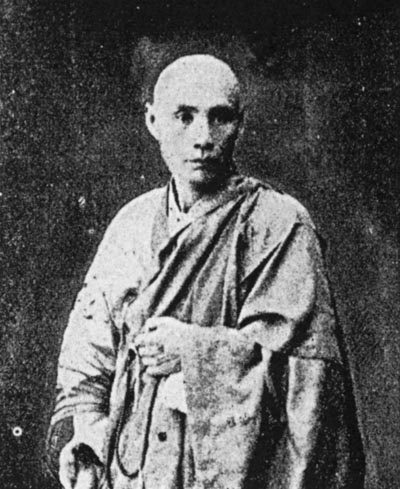
僧侶姿の町田

- 町田久長（伊集院郷石谷[2]領主）と母（汲、吉利郷[3]領主小松清穆の長女）の長男として鹿児島城下千石馬場通りの町田屋敷にて出生。
- 19歳の時江戸の「昌平坂学問所」にて就学[4]。同時に有馬新七と出会う。
- 1859年、江戸就学を終え薩摩へ帰郷。御小姓組番頭となる。
- 1863年、大目付に取り立てられる[4]。「薩英戦争」に本陣警護隊長として参戦。部下に東郷平八郎
- 1864年、「薩摩藩開成所」設立に参加。小松帯刀（家老）、町田久成（大目付・学頭）、大久保一蔵（側役）連名による。
- 1864年、「禁門の変（京都）」に六郷隊（兵士約600人）の隊長として参戦。
- 1865年、1月薩摩藩英国留学生15名を率いて英国留学に出発[5]。10月よりロンドン大学ユニバーシティカレッジ法文学部の聴講生となる。
- 1867年、2月パリ万国博覧会に参加。6月、英国より帰国すると中井弘と共に上京し大久保利通、西郷隆盛らの武力討幕方針に反対する。
- 1868年、1月参与職外国事務掛となる（同僚に五代友厚、寺島宗則、伊藤博文、井上馨等）。
- その後、参与職外国官判事・長崎裁判所判事・九州鎮撫使参謀・外国事務局判事・外国官判事・外務大丞（外務大臣の直下）
- 1869年、7月英国第2王子エディンバラ公アルフレッドの接待責任者を務める。9月、天長節の参賀に無断欠席したため謹慎処分を受ける。[6]
- 1870年、9月大学大丞に異動。大学南校物産局勤務の時、田中芳男（幕府使節としてパリ万博参加）と再会。「日本初の博物館創設計画」の始まり。
- 1871年、5月西洋医学所薬草園にて「物産会（博覧会）」を開催。大学は文部省へと変わると文部省博物局を設置し、「古器旧物保存方」および「集古館」建設を提言。
- 1872年、3月湯島聖堂にて「湯島聖堂博覧会」を開催しウィーン万博への出品物を披露。「名古屋城等保存ノ儀」を建議[7]。5月壬申検査を主導。
- 1873年、4月「内山下町博物館」開館。
- 1874年、フィラデルフィア万博事務局長となる。
- 1875年、「浅草文庫」設置。
- 1877年、博物局長としてクリストファー・ドレッサーに正倉院を案内した[8]
- 1880年、4月博物館主導で上野公園内で「観古美術会」開催
- 1882年、3月　東京帝室博物館（後の東京国立博物館）初代館長に就任
- 同年10月　東京帝室博物館長を辞職
- 1883年、園城寺子院・法明院桜井敬徳師より奈良東大寺戒壇院において円頓菩薩戒を授けられる。10月農商省博物局勤務。杉孫七郎の要請により博物館の宮内庁への移管手続きを手伝う。
- 1885年、3月元老院議官となる。岡倉天心、フェノロサ、ビゲローが町田宅で受戒。
- 1889年、12月元老院議官を辞職
- 1890年　園城寺子院・光浄院住職となる
- 1893年　ビゲローとともにシカゴ万博、万国宗教会議に参加
- 1897年、9月15日療養先の寛永寺明王院で死去
- 1912年、東京帝室博物館（現在の東京国立博物館本館北側[9]）の庭園に井上馨、杉孫七郎らの提案で顕彰碑が建立された。碑文は重野安繹が作成した。

## 人物

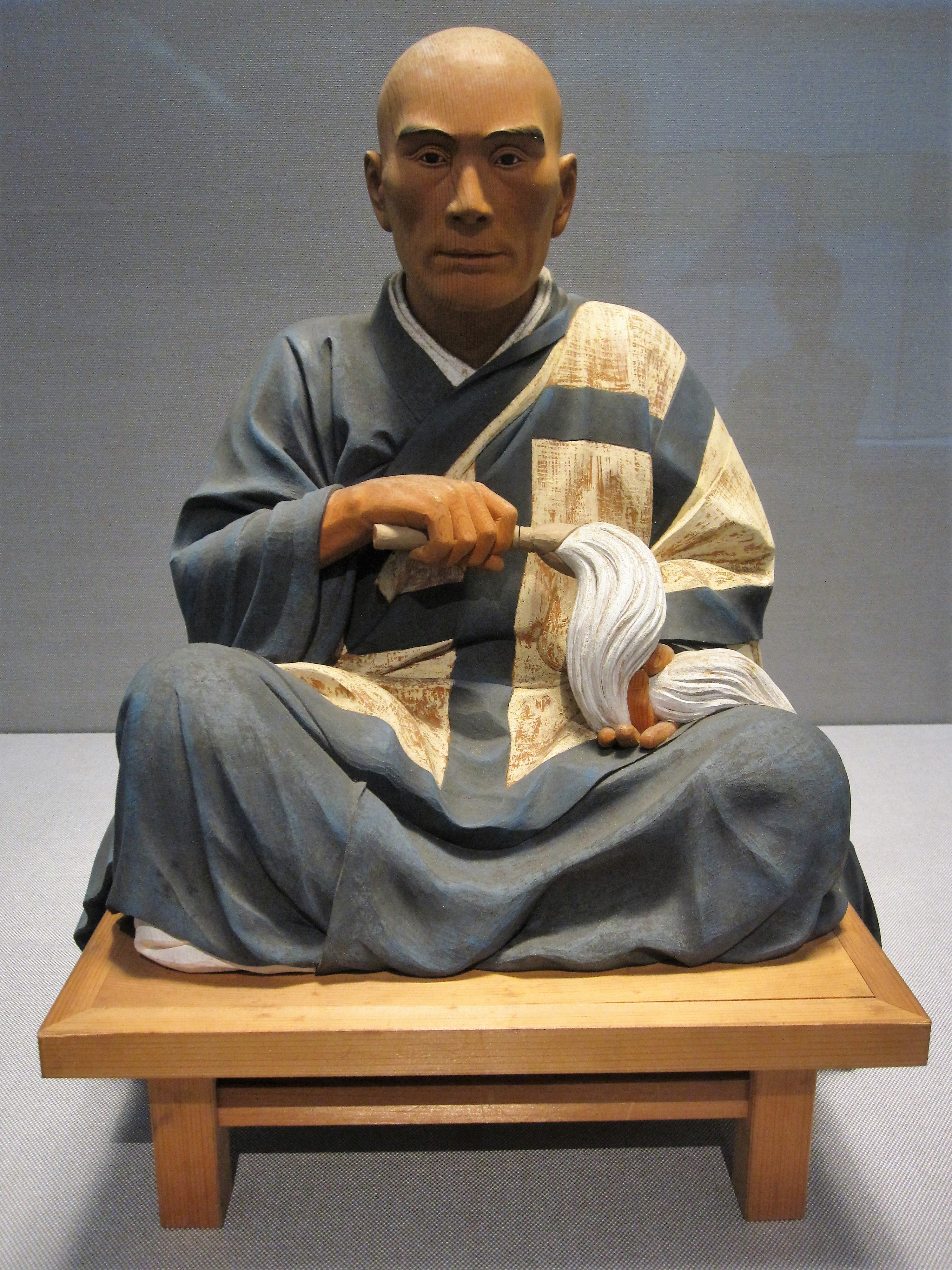
没後制作された竹内久一による町田の像。1912年

- ヨーロッパ滞在中に博物館事業の重要性を認識し、維新改革、廃仏毀釈の流れの中で多くの美術品が破壊、また海外に流出していくのを惜しみ、博物館創設事業に携わる[4]。官費が不足する中で私財を用いて収集を続け博物館の所蔵品充実に尽力した。書画篆刻を自らよくし、美術品の鑑定眼が優れていた。
- 町田は美術品の中でも特に和楽器に関心を持っていた。ある時祇園の茶屋で遊んでいた際に芸妓が持っていた古い琴に惚れ込み、ゆずってもらえないかと頼みこんだものの断られたので、琴を芸妓ごとを身受けし、琴だけを手元に残して芸妓には暇を出したと伝えられている。
- 音楽にも造詣が深く、山井景順に師事して横笛を学んだ。内山下町博物館の時代には舞楽の会や管弦の会を宮内省の宮中の令人たちを招いて定期的に展示物の和楽器を使って開催していたほか、個人でも隅田川にて舟遊合奏会を開催するなどしていた。
- 井上馨が町田に伊万里の土を使ってフランスの陶工に焼かせた花瓶を見せたところ町田は「土は日本のものだが焼き方は日本や中国のものではないので自分にはわからない」と答えた。後日九鬼隆一にも同じことを聞いたところ伊万里焼だと答えたので、井上は町田が分からないと答えたのは確かに理解している証拠だとして九鬼の鑑識は町田には遥かに及ばないと言ったという。
- 杉孫七郎から明治天皇の銀婚式に参加するように請われたところ、この時既に出家していた町田は貧しい姿をして宮門に参上した。警備のものが不審者と思いこれを止めたところ町田は「その通りである。乞食坊主がこのような尊い儀式に参加するのは最も恐れ多い次第である。初めは参賀は恐れ多いので断ったのだが、参賀を厳達されたのでやむを得ず来た次第なり」と答え、警備の者の言うとおり引き返そうとするところで、連絡を受けた杉が「町田の悪戯には困る」と言って通すように言ったという。
- ある骨董商が、庵を立て月に200円の布施をするので自分以外の骨董商の品の鑑定をやめてくれないかと頼んだところ、「好意はありがたいが自分はようやく世間の煩を免れたところであり、自らの如き乞食坊主を金儲けの餌に使うのは友人としてあまりに過酷ではないか。御免被る」と答えた。
- ある日知り合いの料理屋の主人が町田のもとを訪れ、ある玉の鑑定書を請うた。町田がその鑑定書をなんに使うのかと聞いたところ、町田の鑑定書があればある銀行家が2万5千円で買う約束があると答えたので、「それは面白い。乞食坊主が書いた紙切れにそんな価値があるとは恐れ入る。それではあなたはいかほど布施をするのか」と併せて聞いたところ、一般の商習慣に則って1割2千500円を布施するとのことだった。町田はそれに対して「2万5000円を布施すれば立派な奉書紙に書いてやる」と答えたので聞いていた者らは大笑いしたという。

## 栄典
- 1886年（明治19年）10月28日 - 従四位[10]

## 墓所・霊廟・銅像

若き薩摩の群像

昭和57年（1982年）、鹿児島中央駅前東口広場に彫刻家の中村晋也が制作した薩摩藩英国留学生の像『若き薩摩の群像』の一人として銅像が建てられている。
墓所は滋賀県大津市の園城寺子院・法明院と東京都台東区上野桜木の津梁院にある。

## 関連文献
- 後藤純郎 「博物局書籍館長、町田久成 : その宗教観を中心として」（『教育学雑誌』第10号、日本大学教育学会、1976年3月、NAID 110009901386）
- 一新朋秀 「町田久成の生涯と博物館」（『博物館学年報』第18号、同志社大学博物館学芸員課程、1986年12月 ／ 第19号、1987年12月 ／ 第22号、1990年12月 ／ 第27号、1995年12月、NAID 110000381480）
- 神田孝夫 「石谷・町田久成をめぐって」（『Lotus』第8号、日本フェノロサ学会、1988年4月、NAID 110001040404）
- 滋野敬淳 「町田久成和尚小話」（『Lotus』第17号、1997年3月、NAID 110000325005）
- 大島朋剛 「町田久成について」（『Lotus』第17号、1997年3月、NAID 110000325006）
- 門田明 「町田久成略伝」（『鹿児島県立短期大学紀要』人文・社会科学篇第48号、1997年12月、NAID 110000048544）
- 石山洋 「本邦における博物館および図書館の創設期 : 町田久成の国立総合博物館設立活動をめぐって」（『東海大学紀要』課程資格教育センター第7号、1998年3月、NAID 110000479641）
- 大島朋剛 「博物館退官後における町田久成の事績 : 桜井敬徳による書簡の検討を中心に」（『Lotus』第26号、2006年3月、NAID 40015205576）
- 井上洋一 「町田久成」（青木豊、矢島國雄編 『博物館学人物史 上』 雄山閣、2010年7月、ISBN 978-4-639-02119-3）